# 細川智三
細川 智三（ほそかわ ともみ、1973年11月6日 - ）は、日本の俳優。
秋田県出身。身長181cm。血液型A型。趣味は絵画、格闘技観戦。特技はギター、笑顔。好きな色は赤。

## 出演

### 映画
- 6週間プライヴェートモーメント（1998年）
- 金融腐蝕列島・呪縛（1999年）
- カメレオンの如き君なりき（2000年）
- SF小町（2001年）
- Rei-ya（2003年） - 内田 役
- GACHAPON!（2004年）
- ねがい（2005年）
- 戦国自衛隊1549（2005年） - 自衛隊員 役
- ミラクルバナナ（2006年）
- ラブレター 蒼恋歌（2006年） - hash トモ 役
- TANNKA（2006年） - 香川 役
- 梨の花は春の雪（2007年） - 林田伸幸 役
- うん、何?（2008年） - 西尾健一 役

### テレビドラマ
- 鉄道おんな捜査官・花村乃里子の事件簿(2)（テレビ朝日）
- 稲川淳二の恐怖物語スペシャル7（よみうりテレビ）
- マクドナルド HAPPY!HAPPY!（BS日本）
- 太宰治 連続心中の謎 !!その真相に猪瀬直樹がせまる（BS朝日） - 太宰治 役
- TERRORS 或る死神の肖像畫（CS）
- PARTYしようよ（1998年、日本テレビ）
- HeartBeat（2000年、テレビ東京）
- D-Girls（2001年、テレビ東京）
- 十津川警部シリーズ23 終着駅殺人事件（2001年、TBS）
- ホステス探偵危機一髪4（2001年、TBS）
- お見合い放浪記（2002年、NHK）
- スカイハイ（2003年、テレビ朝日）
- 美少女戦士セーラームーン（2003年、TBS） - 松尾マネージャ 役
- 天竜・伊那殺人渓谷（2003年、テレビ東京）
- 万引きGメン・二階堂雪11（2004年、TBS） - 細川刑事 役
- ああ探偵事務所（2004年、テレビ朝日）
- 一週間の恋（2006年、TBS）
- どケチ弁護士 山田播磨の温泉事件簿（2006年、TBS）

### CM
- サンヨー食品（2000年）
- トヨタ（2000年）
- ドラゴンクエストIII GB版（2000年）
- 東京電力（2001年）
- イオン ジャスコお客様感謝デー（2002年）
- National セパレートジャーポット（2002年）
- NTT東日本（2004年）
- キリンビール フランジア（2005年）
- ケンタッキーフライドチキン（2006年）
- マイクロソフト（2007年）

### ラジオ
- 10-NIGHTS STORIES（JFN）
- 海をわたるさぬきブルース（NHK）
- Club Honey's（FM横浜）

### スチル
- KIRIN
- 東京証券取引所

### 舞台
- 東京上空いらっしゃいませ（2002年）
- 黒蜥蜴（2003年、2005年）

### 雑誌
- POPEYE（マガジンハウス）
- Pause